# Ngô Hồng Khanh
Ngô Hồng Khanh (sinh năm 1945) quê Tiền Giang, là soạn giả cải lương Việt Nam, được tặng Giải thưởng Nhà nước về Văn học Nghệ thuật năm 2012.

## Tiểu sử
Ngô Hồng Khanh (bút danh: Tố Quyên, Nhật Quang, Lê Kha Anh) sinh ngày 26 tháng 10 năm 1945, tại ấp Bình, xã Hòa Hưng, huyện Cái Bè, tỉnh Tiền Giang, trong gia đình nghèo, cha là liệt sĩ chống Pháp Ngô Kim Hồng.
Năm 1961, lúc đang học ở trường Trung học Tống Phức Hiệp (nay là trường Lưu Văn Liệt, Thành phố Vĩnh Long, Tiền Giang), Ngô Hồng Khanh đã tham gia phong trào thanh niên, học sinh yêu nước tại Cái Bè và tỉnh Tiền Giang. Đến năm 1964, ông thoát ly và tham gia làm diễn viên Đoàn văn công Quân giải phóng.
Năm 1972, Ngô Hồng Khanh ra miền Bắc, học khoa đạo diễn của Trường Nghệ thuật Sân khấu Việt Nam, khóa 3, vừa học vừa sáng tác ca cổ cho Đài Phát thanh Hà Nội và Đài Giải phóng. Năm 1974, tốt nghiệp, ông trở về Miền Nam phục vụ trong quân ngũ.
Năm 1989, Ngô Hồng Khanh chuyển ngành, với cấp hàm thiếu tá quân đội, về làm Phó Giám đốc Sở Văn hóa Thông tin tỉnh Hậu Giang. Năm 1994, ông làm Giám đốc Sở Văn hóa Thông tin tỉnh Cần Thơ. Năm 1998, ông giữ chức Vụ trưởng Cơ quan Thường trực phía Nam của Ban Tư tưởng Văn hóa Trung ương, phụ trách Văn hóa, Văn nghệ, Báo chí, Xuất bản, khu vực phía Nam. Ông nghỉ hưu vào năm 2008 tại TP. Hồ Chí Minh.
Ông là đại biểu Quốc hội khóa IX (nhiệm kỳ 1992–1997). Ông cũng từng giữ các chức vụ khác như: Ủy viên Ban Chấp Hành Hội Nghệ sĩ Sân khấu Việt Nam khóa 2, Ủy viên Ban Thư ký Hội Nghệ sĩ Sân khấu Việt Nam khóa 3, 4 và 5.

## Sự nghiệp
Ngô Hồng Khanh bắt đầu sáng tác bài ca và kịch bản kịch, cải lương từ năm 1966. Đến nay, ông được xem như “cây đại thụ” của nghệ thuật đờn ca tài tử và cải lương Nam Bộ. Quá trình hoạt động nghệ thuật, Ngô Hồng Khanh đã sáng tác trên 50 vở cải lương, hơn 500 bài vọng cổ ca ngợi tình quân - dân, tình đồng đội, những chiến công trong kháng chiến và những thành tựu trong xây dựng, phát triển đất nước; trong đó có những vở cải lương đã đoạt Huy chương Bạc trong các lần hội diễn sân khấu cải lương chuyên nghiệp toàn quốc, toàn quân như các vở: "Hoa đồng nước nổi" (1984); "Mưa nguồn" (1985); "Êm ả một dòng sông", "Tình ca đêm chơi vơi" (1990); "Loài hoa không tên" (1995)...
Ngô Hồng Khanh sáng tác nhiều bài vọng cổ hay, đã được nhiều nghệ sĩ tài danh ca thu thanh, thu hình phát trên sóng các đài phát thanh - truyền hình cả nước. Các hãng băng, đĩa cũng thu thanh, thu hình để kinh doanh. Nhiều thí sinh đã ca – diễn dự thi các hội diễn, hội thi vọng ca cải lương toàn quốc, khu vực, Giải Bông lúa vàng (2 lần) và tuyển chọn giọng ca cải lương hàng tuần tại Đài Tiếng nói nhân dân TP. Hồ Chí Minh đạt nhiều giải cao và khán, thính giả yêu thích, như các bài: "Lời người hát rong", "Đêm Quan họ", "Thương em nhiều qua lá thư xuân", "Cung đàn mới", Cung đàn mùa hạ", "Chiều sông Lô", "Tiếng ru đêm", "Trăng Cao nguyên", "Mùa bông tràm",... Riêng bài "Hương sen Đồng Tháp", ca ngợi xã Mỹ Lợi và tổ thương binh anh hùng tại xã này, do 2 nghệ sĩ tài danh Thanh Nhanh và Thanh Thoản ca.
Ông được tặng Giải thưởng Nhà nước về Văn học Nghệ thuật năm 2012 với cụm tác phẩm kịch bản cải lương: "Loài hoa không tên"; "Dòng sông đỏ"; "Tình ca đêm chơi vơi".

## Tác phẩm

### Cải lương
- Loài hoa không tên (1993)
- Dòng sông đỏ (1999)
- Rừng xưa (2003)

### Vọng cổ, tân cổ
- Chiều sông Lô (1997)
- Cung đàn mới
- Đêm quan họ (1994)
- Hương sen Đồng Tháp
- Lời người hát rong (1982)
- Qua đồng tro
- Thương em nhiều qua lá thư xuân
- Vầng trăng rêu phong
- Vui bước chân ta